# Älgtjärnen (Bräcke socken, Jämtland)
Älgtjärnen är en sjö i Bräcke kommun i Jämtland och ingår i Ljungans huvudavrinningsområde.